# Максим Горький (теплоход, 1934)
«Максим Горький» — средний речной двухпалубный пассажирский теплоход, предназначенных для работы на туристических линиях. Построен в СССР на верфи Красное Сормово по личному распоряжению Сталина.

## История
Изначально теплоход должен был называться «Красный богатырь». Для отделки теплохода мастера применили более 17 пород дерева, в том числе такого ценного, как красное дерево, чинара, карельская береза и другие. После постройки теплоход проходил ходовые испытания в Астрахани, где установил рекорд для того времени скорости речного судна — 35 км/ч. В разные годы (1936—1941 гг.) на теплоходе отдыхали первые лица ЦК КПСС — Берия, Хрущев, Молотов, Каганович, Орджоникидзе, Микоян, Маленков. Был здесь в 1935 году и сам писатель Максим Горький. С 1945 года «Максим Горький» был местом отдыха для советских дипломатов, различных делегаций министерств и ведомств Советского Союза. В 1960—1970-х годах «Максим Горький» стал использоваться для массовой перевозки в выходные и праздничные дни отдыхающих из Москвы на пляжи в Подмосковье по Каналу имени Москвы.
В 1999—2003 годах судно прошло модернизацию. С 1999 по 2000 годы на Чкаловской судоверфи были проведены корпусные работы. После ремонта на борту открыт музей с восковыми фигурами Сталина и других советских деятелей. В 2000-е и в первой половине 2010-х годов «Максим Горький» использовался как прогулочное судно. После 2015 года судно было выведено из работы. В 2018 году продано во ФГБУ «Канал имени Москвы», которое планирует использовать его в центре столицы в качестве судна-музея. В ноябре 2018 года теплоход ушел на ремонт и модернизацию на «Красное Сормово» в Нижний Новгород.

## См. также

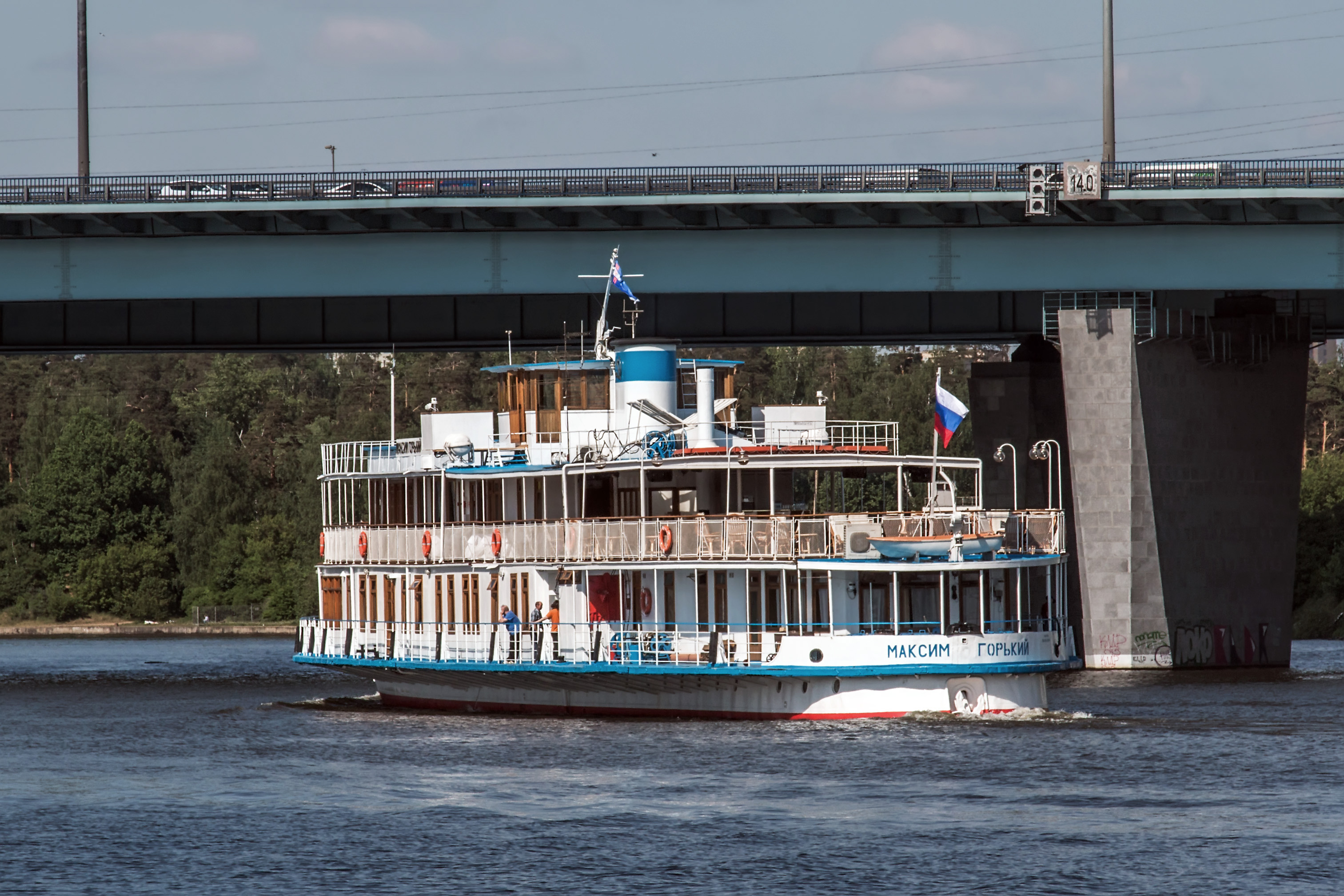
Теплоход «Максим Горький»